# Baron Acton

John Dalberg-Acton, 1. Baron Acton

Baron Acton, of Aldenham in the County of Shropshire, ist ein erblicher britischer Adelstitel in der Peerage of the United Kingdom.

## Verleihung, nachgeordnete und weitere Titel
Der Titel wurde am 11. Dezember 1869 dem prominenten liberalen Historiker und Parlamentsabgeordneten Sir John Emerich Edward Dalberg-Acton, 8. Baronet verliehen. Dieser war ein enger Freund und Berater des britischen Premierministers Gladstone und hatte bereits 1837 den Titel Baronet Acton, of Aldenham in the County of Salop, geerbt, der am 17. Januar 1644 seinem Vorfahren, dem Unterhausabgeordneten Edward Acton in der Baronetage of England verliehen worden war.
Der Urenkel des 1. Barons, der 4. Baron, war ein bekannter Jurist und wurde am 17. April 2000 zusätzlich als Baron Acton of Bridgnorth, of Aldenham in the County of Shropshire, zum Life Peer ernannt, damit er auch nach Verlust seines erblichen Sitzes im House of Lords durch die Oberhausreform 1999 weiterhin in den Rechtsausschüssen des Oberhauses mitarbeiten konnte.
Heutiger Titelinhaber ist dessen Sohn John Lyon-Dalberg-Acton als 5. Baron Acton, dieser hat den nachgeordneten Titel 12. Baronet bislang nicht formell wirksam beansprucht.

## Liste der Acton Baronets und Barone Acton

Wappen des heutigen Barons Acton

### Acton Baronets, of Aldenham (1644)
- Sir Edward Acton, 1. Baronet (1600–1659)
- Sir Walter Acton, 2. Baronet (um 1620–1665)
- Sir Edward Acton, 3. Baronet (um 1650–1716)
- Sir Whitmore Acton, 4. Baronet (1678–1732)
- Sir Richard Acton, 5. Baronet (1712–1791)
- Sir John Acton, 6. Baronet (1736–1811)
- Sir Ferdinand Dalberg-Acton, 7. Baronet (1801–1837)
- Sir John Dalberg-Acton, 8. Baronet (1834–1902) (1869 zum  Baron Acton erhoben)

### Barone Acton (1869)
- John Dalberg-Acton, 1. Baron Acton (1834–1902)
- Richard Lyon-Dalberg-Acton, 2. Baron Acton (1870–1924)
- John Lyon-Dalberg-Acton, 3. Baron Acton (1907–1989)
- Richard Lyon-Dalberg-Acton, 4. Baron Acton (1941–2010)
- John Lyon-Dalberg-Acton, 5. Baron Acton (* 1966)

Mutmaßlicher Titelerbe (Heir Presumptive) ist der Onkel des jetzigen Barons, Hon. John Charles Lyon-Dalberg-Acton (* 1943).